# A Ferencvárosi TC 1940–1941-es szezonja
A Ferencvárosi TC 1940–1941-es szezonja szócikk a Ferencvárosi TC első számú férfi labdarúgócsapatának egy szezonjáról szól, mely összességében és sorozatban is a 38. idénye volt a csapatnak a magyar első osztályban. A klub fennállásának ekkor volt a 42. évfordulója.

## Mérkőzések
| Színmagyarázat | Színmagyarázat |
| -------------- | -------------- |
|                | Győzelem.      |
|                | Döntetlen.     |
|                | Vereség.       |

### NB 1 1940–41

#### Őszi fordulók
| 1. forduló 1940. augusztus 25. |

| Gamma FC | 2 – 2               | Ferencváros |
| -------- | ------------------- | ----------- |
|          | (0 – 2) Jegyzőkönyv | Finta ög'   |

| Budapest Nézőszám: 9 000 Játékvezető: Kékesi (magyar) |

| 2. forduló 1940. szeptember 1. |

| Ferencváros   | 2 – 0               | Elektromos FC |
| ------------- | ------------------- | ------------- |
| Pósa Sárosi I | (1 – 0) Jegyzőkönyv |               |

| Üllői út, Budapest Nézőszám: 6 500 Játékvezető: Kiss Ernő (magyar) |

| 3. forduló 1940. szeptember 8. |

| Diósgyőri MÁVAG | 3 – 6               | Ferencváros           |
| --------------- | ------------------- | --------------------- |
|                 | (1 – 3) Jegyzőkönyv | Finta Gyetvai Kiszely |

| Miskolc Nézőszám: 13 500 Játékvezető: Siklósi (magyar) |

| 4. forduló 1940. szeptember 15. |

| Ferencváros                       | 6 – 3               | Törekvés SE |
| --------------------------------- | ------------------- | ----------- |
| Sárosi I Gyetvai Sárosi III Finta | (3 – 2) Jegyzőkönyv |             |

| Üllői út, Budapest Nézőszám: 5 000 Játékvezető: Antal (magyar) |

| 5. forduló 1940. szeptember 22. |

| Csepeli WMFC | 2 – 6               | Ferencváros            |
| ------------ | ------------------- | ---------------------- |
|              | (1 – 3) Jegyzőkönyv | Finta Gyetvai Sárosi I |

| Béke téri stadion, Csepel Nézőszám: 15 000 Játékvezető: Kőhalmi (magyar) |

| 6. forduló 1940. október 10. |

| Ferencváros    | 4 – 4               | BSzKRt SE |
| -------------- | ------------------- | --------- |
| Sárosi I Jakab | (1 – 2) Jegyzőkönyv |           |

| Üllői út, Budapest Nézőszám: 5 000 Játékvezető: Iványi (magyar) |

| 7. forduló 1940. október 20. |

| Salgótarjáni BTC | 2 – 3               | Ferencváros            |
| ---------------- | ------------------- | ---------------------- |
|                  | (0 – 0) Jegyzőkönyv | Jakab Gyetvai Kalocsay |

| Salgótarján Nézőszám: 3 000 Játékvezető: Lantos (magyar) |

| 8. forduló 1940. október 27. |

| Haladás | 1 – 4               | Ferencváros                 |
| ------- | ------------------- | --------------------------- |
|         | (0 – 1) Jegyzőkönyv | Kalocsay Finta Gyetvai Pósa |

| Rohonci úti stadion, Szombathely Nézőszám: 4 000 Játékvezető: Palásti Ferenc (magyar) |

| 9. forduló 1940. november 1. |

| Ferencváros    | 4 – 0       | Szolnoki MÁV |
| -------------- | ----------- | ------------ |
| Sárosi I Finta | Jegyzőkönyv |              |

| Üllői út, Budapest |

| 10. forduló 1940. november 3. |

| Újpest | 0 – 5               | Ferencváros             |
| ------ | ------------------- | ----------------------- |
|        | (0 – 1) Jegyzőkönyv | Sárosi I Finta Kalocsay |

| Megyeri út, Újpest Nézőszám: 10 000 Játékvezető: Ujvári (magyar) |

| 11. forduló 1940. november 10. |

| Ferencváros        | 4 – 1               | Tokod ÜSC |
| ------------------ | ------------------- | --------- |
| Sárosi I Pósa Kiss | (2 – 0) Jegyzőkönyv |           |

| Üllői út, Budapest Nézőszám: 7 000 Játékvezető: Kőhalmi (magyar) |

| 12. forduló 1940. november 17. |

| Kispest | 3 – 4               | Ferencváros           |
| ------- | ------------------- | --------------------- |
|         | (1 – 3) Jegyzőkönyv | Kalocsay Pósa Gyetvai |

| Budapest Nézőszám: 8 000 Játékvezető: Lantos (magyar) |

| 13. forduló 1940. november 24. |

| Ferencváros                       | 4 – 0               | Szeged FC |
| --------------------------------- | ------------------- | --------- |
| Sárosi I Kiss Kalocsay Sárosi III | (1 – 0) Jegyzőkönyv |           |

| Üllői út, Budapest Nézőszám: 12 000 Játékvezető: Palásti Ferenc (magyar) |

#### Tavaszi fordulók
| 14. forduló 1941. február 23. |

| Elektromos FC | 2 – 3               | Ferencváros               |
| ------------- | ------------------- | ------------------------- |
|               | (1 – 1) Jegyzőkönyv | Kalocsay Sárosi I Gyetvai |

| Budapest Nézőszám: 10 000 Játékvezető: Rubint (magyar) |

| 15. forduló 1941. március 2. |

| Ferencváros | 0 – 1               | Diósgyőri MÁVAG |
| ----------- | ------------------- | --------------- |
|             | (0 – 0) Jegyzőkönyv |                 |

| Üllői út, Budapest Nézőszám: 12 000 Játékvezető: Antay János (magyar) |

| 16. forduló 1941. március 9. |

| Törekvés SE | 2 – 5               | Ferencváros    |
| ----------- | ------------------- | -------------- |
|             | (2 – 2) Jegyzőkönyv | Jakab Sárosi I |

| Hungária körút, Budapest Nézőszám: 8 000 Játékvezető: Boros (magyar) |

| 17. forduló 1941. március 16. |

| Ferencváros   | 3 – 2               | Csepeli WMFC |
| ------------- | ------------------- | ------------ |
| Kiszely Jakab | (2 – 2) Jegyzőkönyv |              |

| Üllői út, Budapest Nézőszám: 14 000 Játékvezető: Palásti Ferenc (magyar) |

| 18. forduló 1941. március 30. |

| BSzKRt SE | 0 – 5               | Ferencváros               |
| --------- | ------------------- | ------------------------- |
|           | (0 – 3) Jegyzőkönyv | Kiszely Sárosi I Kalocsay |

| Sport utcai stadion, Budapest Nézőszám: 12 000 Játékvezető: Tihaméry (magyar) |

| 19. forduló 1941. április 20. |

| Ferencváros                               | 9 – 1               | Salgótarjáni BTC |
| ----------------------------------------- | ------------------- | ---------------- |
| Sárosi I Sárosi III Gyetvai Jakab Kiszely | (2 – 0) Jegyzőkönyv |                  |

| Üllői út, Budapest Nézőszám: 5 000 Játékvezető: Horváth (magyar) |

| 20. forduló 1941. április 27. |

| Ferencváros                 | 5 – 3               | Haladás |
| --------------------------- | ------------------- | ------- |
| Sárosi I Kiszely Jakab Kiss | (1 – 0) Jegyzőkönyv |         |

| Üllői út, Budapest Nézőszám: 7 000 Játékvezető: Harangozó (magyar) |

| 21. forduló 1941. május 11. |

| Szolnoki MÁV | 2 – 4               | Ferencváros      |
| ------------ | ------------------- | ---------------- |
|              | (1 – 2) Jegyzőkönyv | Kiszely Sárosi I |

| Szolnok Nézőszám: 5 000 Játékvezető: Égner Kálmán (magyar) |

| 22. forduló 1941. május 18. |

| Ferencváros            | 5 – 2               | Újpest |
| ---------------------- | ------------------- | ------ |
| Finta Kalocsay Gyetvai | (2 – 1) Jegyzőkönyv |        |

| Üllői út, Budapest |

| 23. forduló 1941. május 25. |

| Tokod ÜSC | 0 – 7               | Ferencváros                    |
| --------- | ------------------- | ------------------------------ |
|           | (0 – 3) Jegyzőkönyv | Finta Gyetvai Kiszely Sárosi I |

| Tokod Nézőszám: 6 000 Játékvezető: Tihaméry (magyar) |

| 24. forduló 1941. június 8. |

| Ferencváros                  | 7 – 4               | Kispest |
| ---------------------------- | ------------------- | ------- |
| Kiszely ög' Gyetvai Sárosi I | (4 – 2) Jegyzőkönyv |         |

| Üllői út, Budapest Nézőszám: 5 000 Játékvezető: Szőke II (magyar) |

| 25. forduló 1941. június 15. |

| Szeged FC | 3 – 2               | Ferencváros |
| --------- | ------------------- | ----------- |
|           | (1 – 0) Jegyzőkönyv | Kiszely     |

| Szeged Nézőszám: 6 000 Játékvezető: Palásti Ferenc (magyar) |

| 26. forduló 1941. június 22. |

| Ferencváros              | 4 – 4               | Gamma FC |
| ------------------------ | ------------------- | -------- |
| Gyetvai Sárosi III Finta | (2 – 0) Jegyzőkönyv |          |

| Üllői út, Budapest Nézőszám: 6 000 Játékvezető: Lantos (magyar) |

#### Végeredmény
| #  | Csapat               | J  | Gy | D | V  | Rg  | Kg | Gk  | P  | Megjegyzés          |
| -- | -------------------- | -- | -- | - | -- | --- | -- | --- | -- | ------------------- |
| 1  | Ferencváros          | 26 | 21 | 3 | 2  | 113 | 47 | +66 | 45 | Bajnok              |
| 2  | Újpest               | 26 | 15 | 4 | 7  | 79  | 57 | +22 | 34 |                     |
| 3  | Szeged FC            | 26 | 14 | 4 | 8  | 56  | 47 | +9  | 32 |                     |
| 4  | Szolnoki MÁV FC      | 26 | 13 | 5 | 8  | 63  | 43 | +20 | 31 |                     |
| 5  | Csepeli WMFC         | 26 | 11 | 8 | 7  | 61  | 49 | +12 | 30 |                     |
| 6  | Diósgyőri MÁVAG      | 26 | 11 | 5 | 10 | 61  | 57 | +4  | 27 |                     |
| 7  | Elektromos FC        | 26 | 13 | 1 | 12 | 53  | 50 | +3  | 27 |                     |
| 8  | Salgótarjáni BTC     | 26 | 9  | 6 | 11 | 44  | 64 | -20 | 24 |                     |
| 9  | Gamma FC             | 26 | 10 | 3 | 13 | 54  | 58 | -4  | 23 |                     |
| 10 | Kispest              | 26 | 9  | 4 | 13 | 56  | 68 | -12 | 22 |                     |
| 11 | BSZKRT               | 26 | 8  | 3 | 15 | 49  | 63 | -14 | 19 | Kiestek az NB II-be |
| 12 | Tokod ÜSC            | 26 | 7  | 5 | 14 | 38  | 66 | -28 | 19 | Kiestek az NB II-be |
| 13 | Törekvés SE          | 26 | 6  | 4 | 16 | 48  | 75 | -27 | 16 | Kiestek az NB II-be |
| 14 | Szombathelyi Haladás | 26 | 5  | 5 | 16 | 37  | 68 | -31 | 15 | Kiestek az NB II-be |

#### Eredmények összesítése
Az alábbi táblázatban összesítve szerepelnek a Ferencvárosi TC 1940/41-es bajnokságban elért eredményei.
| Ősz/tavasz (forduló)    | Otthon | Otthon | Otthon | Otthon | Otthon | Otthon | Otthon | Idegenben | Idegenben | Idegenben | Idegenben | Idegenben | Idegenben | Idegenben |
| Ősz/tavasz (forduló)    | M      | GY     | D      | V      | LG–KG  | GK     | P      | M         | GY        | D         | V         | LG–KG     | GK        | P         |
| ----------------------- | ------ | ------ | ------ | ------ | ------ | ------ | ------ | --------- | --------- | --------- | --------- | --------- | --------- | --------- |
| Őszi szezon (1–13.)     | 6      | 5      | 1      | 0      | 24–8   | +16    | 11     | 7         | 6         | 1         | 0         | 30–13     | +17       | 13        |
| Tavaszi szezon (14–26.) | 7      | 5      | 1      | 1      | 33–17  | +16    | 11     | 6         | 5         | 0         | 1         | 26–9      | +17       | 10        |
| Összesen (1–26.)        | 13     | 10     | 2      | 1      | 57–25  | +32    | 22     | 13        | 11        | 1         | 1         | 56–22     | +34       | 23        |

### Magyar kupa
| 1941. március 26. |

| Ferencváros     | 2 – 3               | Gázgyár |
| --------------- | ------------------- | ------- |
| Gyetvai Kiszely | (1 – 2) Jegyzőkönyv |         |

| Üllői út, Budapest Nézőszám: 1 600 Játékvezető: Paróczay (magyar) |

### Egyéb mérkőzések
| 1940. augusztus 18. |

| Bácska | 1 – 2               | Ferencváros |
| ------ | ------------------- | ----------- |
|        | (0 – 0) Jegyzőkönyv | Sárosi III  |

| Szabadka |

| 1940. december 15. |

| Ferencváros                 | 6 – 0               | Građanski Zagreb |
| --------------------------- | ------------------- | ---------------- |
| Kalocsay Kiss Finta Gyetvai | (2 – 0) Jegyzőkönyv |                  |

| Üllői út, Budapest Nézőszám: 7 000 Játékvezető: Kiss Ernő (magyar) |

| 1940. december 22. |

| Građanski Zagreb | 3 – 1               | Ferencváros |
| ---------------- | ------------------- | ----------- |
|                  | (1 – 1) Jegyzőkönyv | Gyetvai     |

| Zágráb Nézőszám: 7 500 |

| 1940. december 26. |

| Rapid Wien | 6 – 1               | Ferencváros |
| ---------- | ------------------- | ----------- |
|            | (2 – 1) Jegyzőkönyv | Sárosi III  |

| Bécs Nézőszám: 9 000 |

| 1940. december 29. |

| Ferencváros      | 4 – 3               | Rapid Wien |
| ---------------- | ------------------- | ---------- |
| Sárosi I Kiszely | (2 – 1) Jegyzőkönyv |            |

| Üllői út, Budapest Nézőszám: 8 000 Játékvezető: Rubint (magyar) |

| 1941. február 16. |

| Csepeli WMFC | 1 – 0               | Ferencváros |
| ------------ | ------------------- | ----------- |
|              | (0 – 0) Jegyzőkönyv |             |

| Béke téri stadion, Csepel Nézőszám: 8 000 Játékvezető: Kiss Ernő (magyar) |

| 1941. május 4. |

| Komárom | 2 – 8               | Ferencváros                        |
| ------- | ------------------- | ---------------------------------- |
|         | (2 – 4) Jegyzőkönyv | Sárosi I Gyetvai Kiszely Finta ög' |

| Komárom |

## Külső hivatkozások
- A csapat hivatalos honlapja (magyarul)
- Az 1940–1941-es szezon menetrendje a tempofradi.hu-n (magyarul)